# Zatorze (Jelenia Góra)
Zatorze – część miasta Jelenia Góra, jako północna część dzielnicy Cieplice Śląskie-Zdrój. Obejmuje ono ulice: Lubańską, Książęcą, gen. Józefa Sowińskiego i fragment Wojewódzkiej.